# スポーツ鬼ごっこ
スポーツ鬼ごっこ（Sports Onigokko）は、一般社団法人鬼ごっこ協会代表理事・羽崎泰男が開発したオリジナルの新型鬼ごっこである。スポーツ的な要素を含ませて、従来の遊びの鬼ごっこに戦術や戦略を要するルールを加えた新しいスポーツ競技である。子ども達のコミュニケーション能力やチームワーク、勝負意識を身につけてもらうことを目的とする。現在子どもから大人、高齢者まで幅広い世代に親しまれている

## 公式ルール
以下のルールは、鬼ごっこ協会公式ウェブサイトより抜粋したものである。

基本ルールは以下の7つ
1. 時間内に宝を多くゲットしたチームが勝ち。
2. 相手の宝を取りに行きながら、自陣の宝を守る。
3. タッチする時は、必ず両手でタッチする。
4. Tエリアの内側に守りの選手は入ってはいけない。
5. センターラインを越えて敵陣に入り、相手にタッチをされたら自陣のSエリアに戻り再スタート。
6. 敵陣のSエリアに入ると相手からタッチをされない。
7. タッチする時に、押したり、叩いたりしてはいけない。

その他
- 試合時間：5分×2（ハーフタイム2分）
- プレイヤー：7人制（1チーム、7～10名）
- 審判員：主審1名・副審2名、スコアラー1名

## 大会の詳細
- スポーツ鬼ごっこ全国大会
- スポーツ鬼ごっこ都道府県対抗大会

## メディア掲載
- 『渋谷で「スポーツ鬼ごっこ大会」－ITベンチャー6社が激戦』シブヤ経済新聞（2014年03月03日）
- 『長崎・伊王島で「スポーツ鬼ごっこ」体験会－鬼ごっこ協会から講師招へい』長崎経済新聞（2014年03月10日）
- ネスレなど企業が「鬼ごっこ」導入の理由 東洋経済オンライン（2013年2月15日）
- スポーツ鬼ごっこ  育～未来計画～ Webアーカイブ北海道新聞